# Валтер VII фон Геролдсек
Валтер VII фон Геролдсек (на немски: Walter VII von Geroldseck; * пр. 1339; † сл. 1379) е господар на Геролдсек в Ортенау.

## Произход
Той е единственият син на Йохан I фон Геролдсек († 3 септември 1321) и съпругата му графиня Анна фон Фюрстенберг († сл. 3 септември 1321), дъщеря на граф Фридрих I фон Фюрстенберг († 1296) и Уделхилд фон Волфах († сл. 1305).

## Фамилия
Първи брак: с неизвестна по име жена и има един син:
- Йохан фон Геролдсек († сл. 1385), свещеник в Ендинген и Дорнщетен

Втори брак: през 1314 г. с графиня Маргарет фон Тюбинген († сл. 1385), дъщеря на граф Конрад I фон Тюбинген-Херенберг († 1377) и Маргарета Шпат фон Файминген († сл. 1370). Тя е внучка на граф Еберхард фон Тюбинген-Херенберг († 21 април 1302) и графиня Аделхайд фон Калв-Файхинген († сл. 1323) и правнучка на граф Рудолф I фон Тюбинген-Херенберг († 1277). Те имат децата:
- Конрад I фон Геролдсек (* пр. 1378; † пр. 1417), господар на Геролдсек-Зулц, женен за Анна фон Урзлинген († сл. 1424), дъщеря на Конрад фон Урзлинген херцог на Сполето († сл. 1372) и Верена фон Кренкинген
- Хайнрих VI (* пр. 1378; † 1383), господар на Геролдсек
- Валтер X (* пр. 1378; † сл. 1420), господар на Геролдсек
- Маргарета († 27 април 1418), омъжена пр. 13 март 1369 г. за Хилдполд фон Щайн господар на Хилполтщайн-Зеефелд († 20 август 1385, син на Хилполт III фон Щайн господар на Зеефелд-Хилполтщайн († 1379/1380) и Маргарета фон Зеефелд († пр. 24 юни 1371)
- Анастасия († сл. 1389), омъжена пр. 18 март 1373 г. за рицар Йохан фон Бодман († 1390), син на рицар Йохан фон Бодман († 1360) и Урсула фон Клингенберг († сл. 1365)
- Ита († сл. 1429), омъжена за Вилхелм фон Хюрнхайм-Хохалтинген († 1397), син на Конрад фон Хюрнхайм-Хохалтинген († сл. 1397) и Анна фон Рехберг